# اسب دریایی دماغه
اسب دریایی دماغه (نام علمی: Hippocampus capensis) نام یک گونه از سرده اسب دریایی است.